# Урал-6370
Урал-6370 — сімейство великовантажних повнопривідних автомобілів з колісною формулою 6х6 і одинарним оцинкуванням задніх мостів виробництва автомобільного заводу «УРАЛ» «Групи ГАЗ».

## Опис

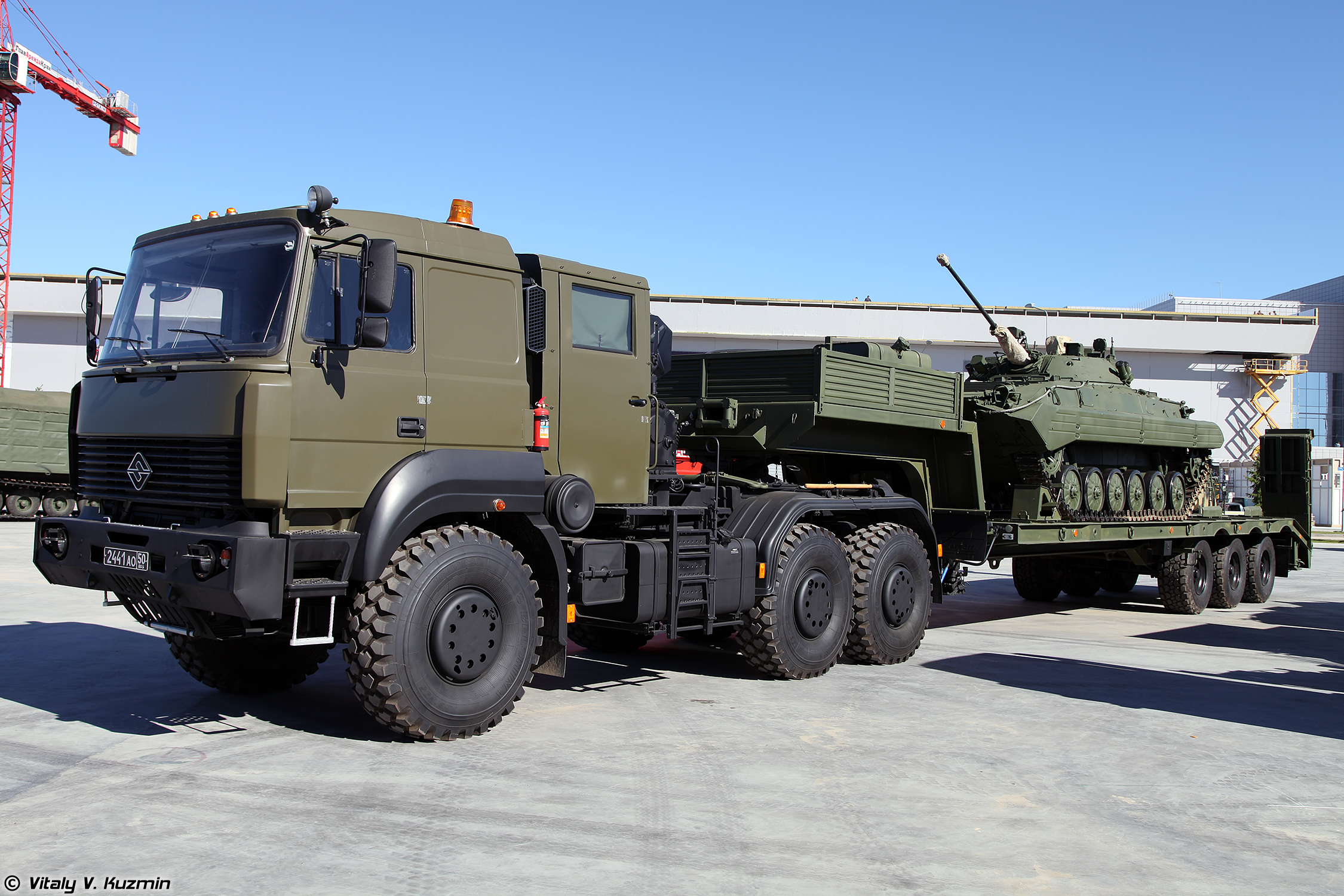
Урал-63704

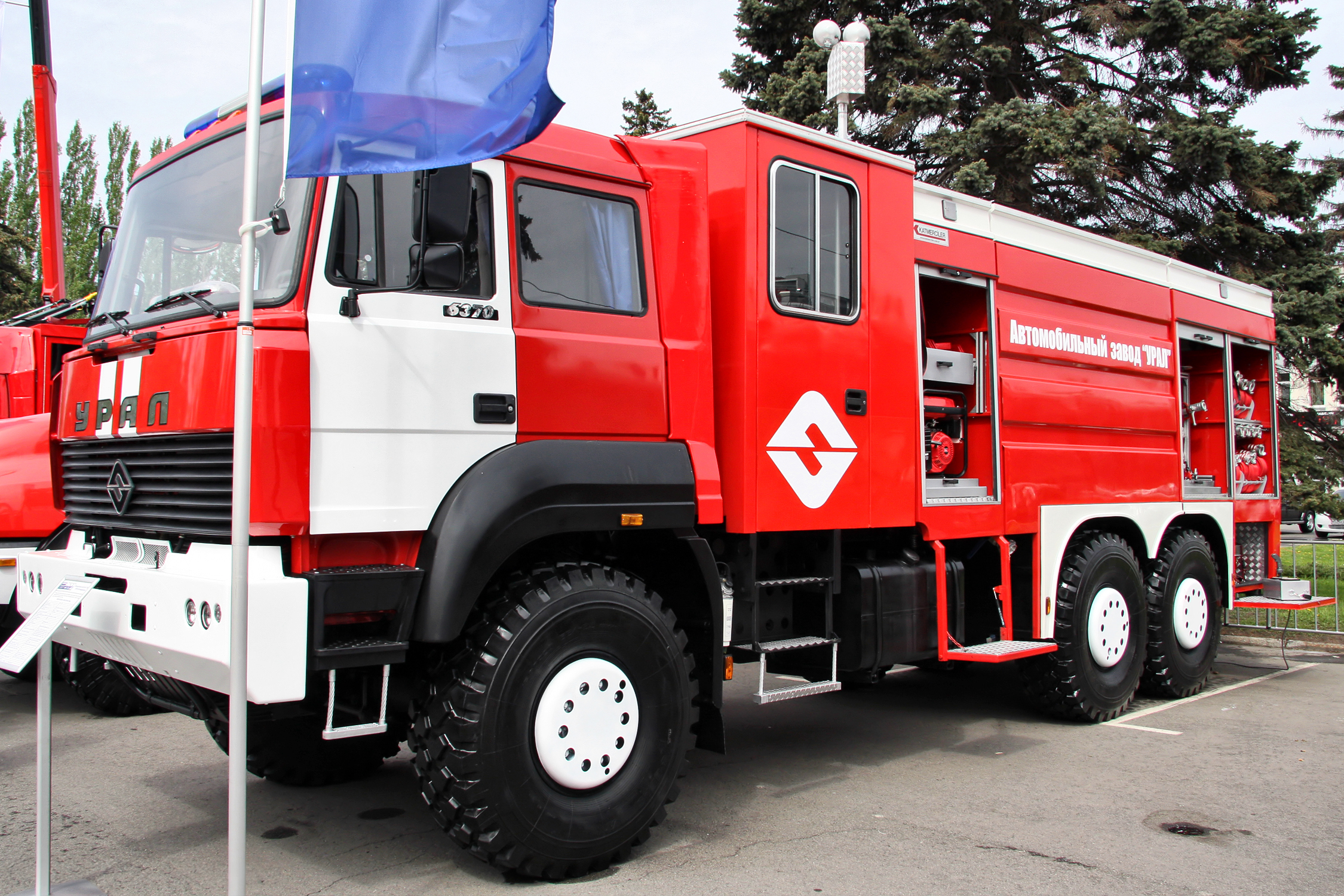
АЦ-8,0-67 на шасі Урал-63701

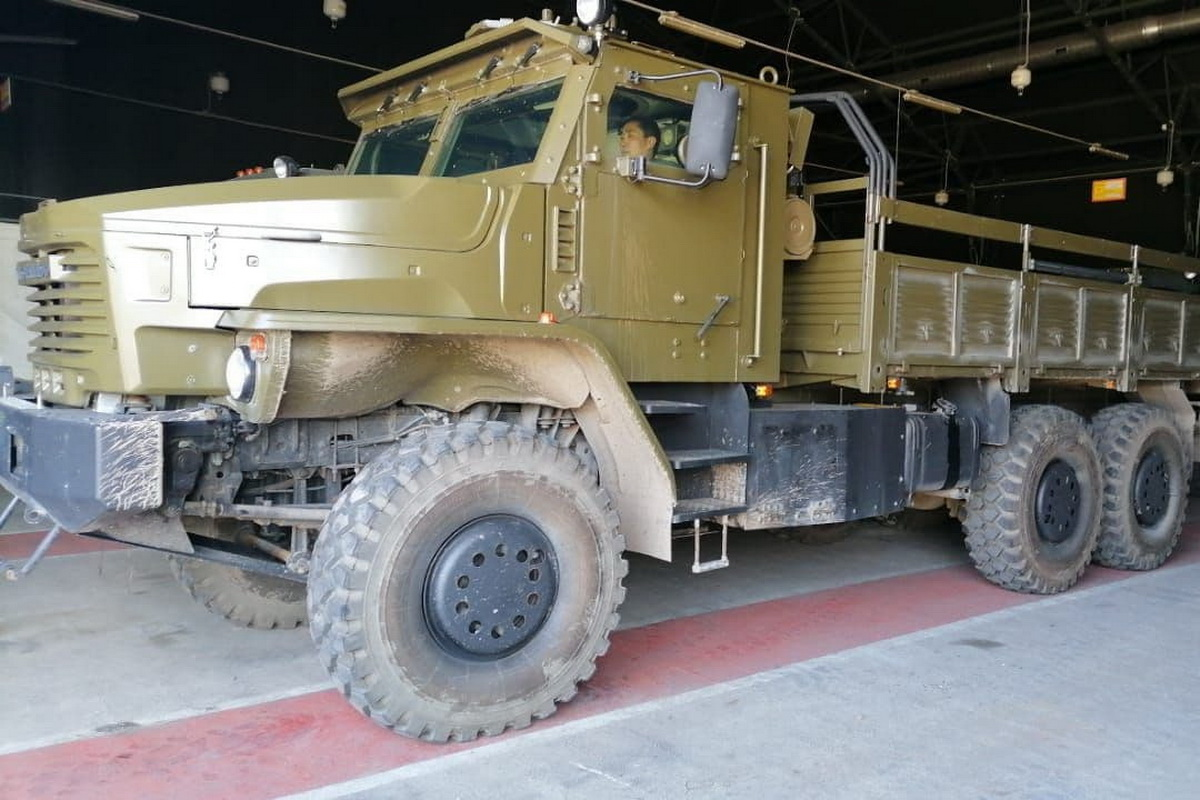
Урал 63706 Торнадо-У (модифікація з капотом)

Вперше до уваги широкої громадськості представлено принципово новий великовантажний повноприводний автомобіль-самоскид Урал-6370 (колісна формула 6х6, повна маса 33,5 тонн, вантажопідйомність 20,4 тонн), який був представлений на одинадцятій Міжнародній спеціалізованій виставці «Будівельна Техніка і Технології-2010», що пройшла на початку червня 2010 року в Москві .
Автомобіль оснащується дизельним рядним шестициліндровим двигуном ЯМЗ-650 11,12 л потужністю 412 кінських сил, (випускається ярославським моторним заводом «Автодизель» за ліцензією "Renault Trucks"), механічною шістнадцятиступінчастою коробкою передач ZF 16S2220TD з синхронізаторами на всіх передачах, механічною двоступеневою роздавальною коробкою ZF VG2000 з блокуванням міжосьового диференціала.
Ведучі мости фірми "Raba", фільтри грубого очищення палива "PreLine", модульна світлотехніка "Hella" з підвищеною стійкістю до ударів, трьох-контурна пневматична робоча гальмівна система з ABS. Урал-6370 може випускатися в різному виконанні: сідловий тягач, трубоплетевоз, самоскид та шасі з подовженою базою, призначене для монтажу спеціальних надбудов. Конструктивні особливості машини передбачають можливість встановлення системи автоматичного підкачування шин.

## Модифікації
- Урал-6370-1151 — базове шасі важкого класу
- Урал-6370-1121 — шасі важкого класу
- Урал-6370-1951 — довгобазне шасі важкого класу
- Урал-63704 — сідловий тягач з колісною формулою 6х6
- Урал-63704-0010 «Торнадо-У» — броньований капотний автомобіль на шасі Урал-6370 з двигуном потужністю 440 к.с. Повна маса не більше 30 т.[2]
- Урал-63706 «Торнадо-У» — сімейство капотних автомобілів з шасі підвищеної вантажопідйомності з колісною формулою 6х6. Може бути виконаний як із незахищеною каркасно-панельною так і з захищеною броньованою кабіною [3].
- Урал-63706-0011 «Торнадо-У» — автомобіль на шасі Урал-63706, кабіна каркасно-панельна. Двигун потужністю 440 к.с. Повна маса не більше 32 т. Запас ходу 1000 км. [3]
- Урал-63706-0110 «Торнадо-У» — бортовий автомобіль на шасі Урал-63706 з захищеною броньованою кабіною, з двигуном потужністю 412 к.с. Повна маса не більше 33 т. Запас ходу 1000 км. [3]

## Бойове застосування

### Російсько-українська війна

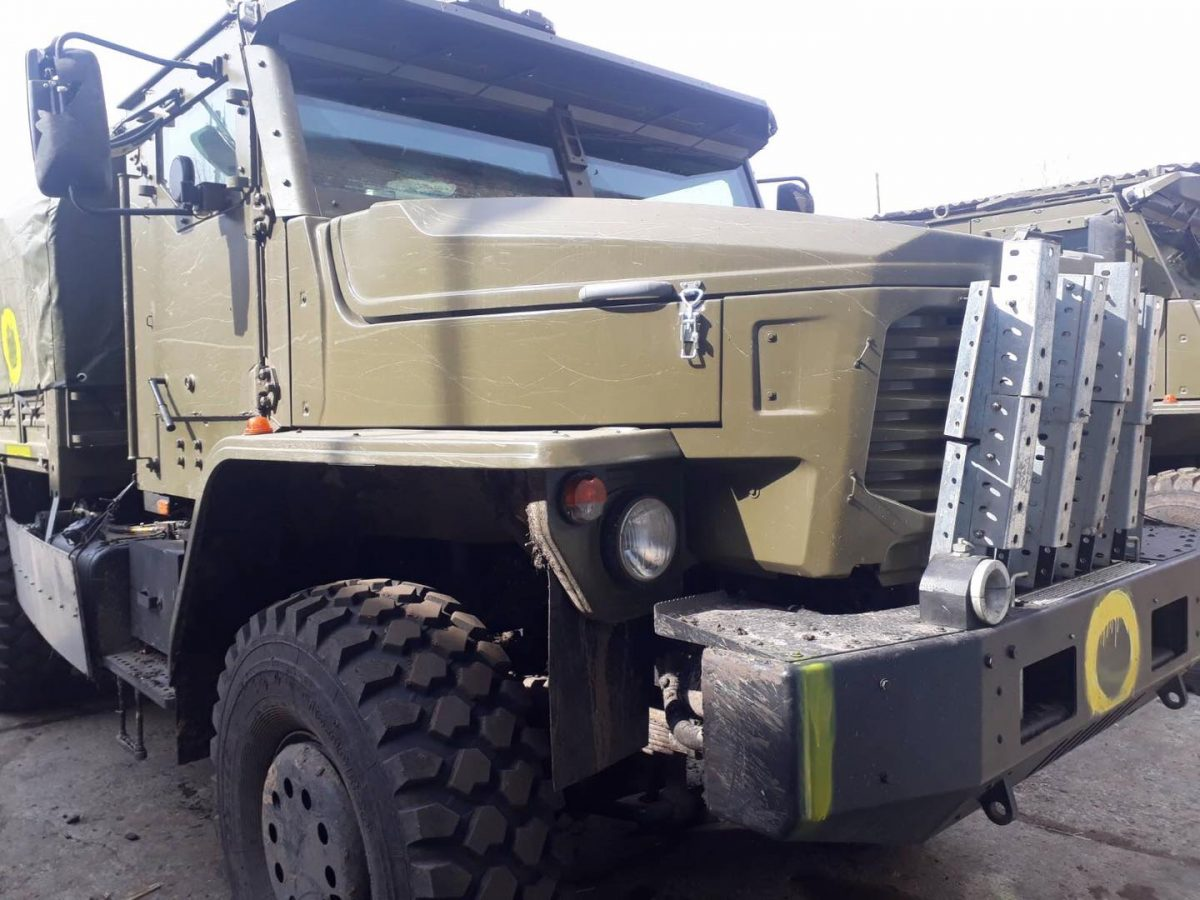
Захоплений у російських загарбників «Торнадо-У»

27 березня 2022 року стало відомо що українські військові захопили дві майже нові броньовані вантажівки Урал-6370 «Торнадо-У».